# 鈴木ナオ
鈴木 ナオ（すずき ナオ）は、日本の俳優。海外にも進出するマルチクリエイター。岡山県岡山市出身。血液型AB型。劇団IQ5000に所属。

## 人物
2003年5月　元劇団惑星ピスタチオ座長、腹筋善之介と共に劇団ΓIQ5000」を結成。

## 出演・出展

### テレビ
- 土曜ワイド劇場『おとり捜査官北見志穂14』（2011年8月、テレビ朝日）

### 舞台
俳優活動 
2011年8月　テレビ朝日ドラマ『土曜ワイド劇場おとり捜査官』出演。 
2017年9月　群馬県桐生市　有鄰館にて、劇団ΓIQ5000」舞台『RUNAWAYOFF』出演。
2017年11月　劇団ΓIQ5000」　本公演舞台『クマウチ』出演。
2018年2月　池袋Cafe＆Bar木星劇場プロデュース公演3rd舞台『メイジ・イン・ブラック』に出演。 
2018年7月　劇団IQ5000本公演 舞台『The world on ‘Mirror’』に出演。
2019年3月　岡山こども未来ミュージカル『さよなら、ハロルド』演出助手＆出演。

### 出展
アート活動
2011年11月　東京ビッグサイト西ホール『デザインフェスタ』に出展。
2012年11月　東京ビッグサイト西ホール『デザインフェスタ』に出展。
2014年6月 　デザインフェスタギャラリー原宿で『Cafe Nao!』の個展開催。
2014年11月　東京ビッグサイト西ホール『デザインフェスタ』に出展。
2015年5月　 池袋Cafe＆Bar木星劇場に、作品『御招き猫』『七福猫』『ぼくらは、深い海の底から空を見上げている』常設展示。
2016年10月　デザインフェスタギャラリー原宿EAST-102 個展開催。
2016年11月　東京ビッグサイト西ホール　『デザインフェスタ』に出展。
2017年7月　フランス・パリ・ノール・ヴィルパント展示会場『Japan Expo2017』招待出展。
2018年4月　デザインフェスタギャラリー原宿『名刺展』出展。
2019年6月　大阪 劇団FUKKEN舞台『クマウチ』物販コーナーにて『クマウチくん』キャラクターグッズを販売。